# 괴안동
괴안동(槐安洞)은 대한민국 경기도 부천시 소사구의 법정동이다.

## 개요
조선 시대 부평군 옥산면 괴안리 지역이였고, 1914년 부천군이 신설되면서 계남면에 속하였다가 계남면이 소사면과 소사읍으로 명칭이 바뀜에 따라 소속명을 달리하였다. 1973년 7월 1일 부천시 승격으로 괴안동으로 되었다가 1983년 10월 1일 경인선을 중심으로 역곡동과 괴안동으로 분동되었다. 1989년 괴안동과 역곡3동으로 분동되었다.

## 교육
- 창영초등학교
- 부천동중학교
- 부천동여자중학교

## 인구
2010년 괴안동의 인구는 26,252명으로 이중 남자는 14,212명, 여자는 12,040명으로 여자가 더 많고 성비는 98.9이다. 14세 이하의 유소년 인구의 비율은 16.9%로 부천시 평균 15.8%보다 높고 노년 인구 비율은 7.3%이고, 가장 인구가 많은 연령대는 35~39세이다.

## 명소
- 괴안근린공원